# アフリカ系アメリカ人の大移動
アフリカ系アメリカ人の大移動（アフリカけいアメリカじんのだいいどう）、または黒人の大移動（こくじんのだいいどう）とは、1914年から1950年まで、アメリカ合衆国南部の田舎から移動した、100万人以上のアフリカ系アメリカ人の動きを指したアメリカ史の用語。英語では「Great Migration」。アフリカ系アメリカ人は、南部での人種差別の問題から逃げ、北部でより良い仕事と、総合的により良い生活を求めるために移動した。

## 概観

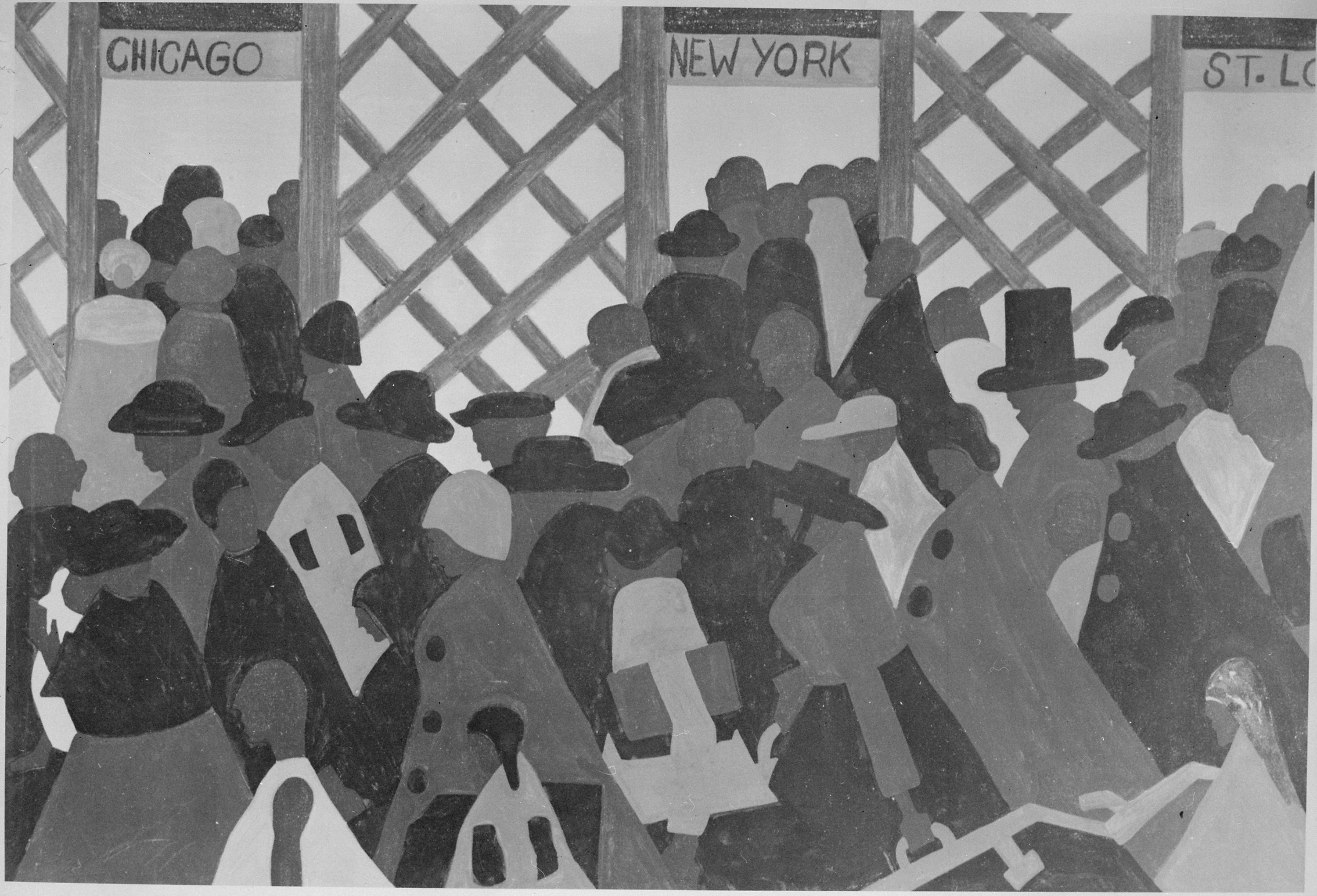
During World War I there was a great migration north…（ジェイコブ·ローレンス画）

1863年に奴隷解放宣言が署名された時、アフリカ系アメリカ人の人口の8%未満が、北東部か中西部に住んでいた。1900年まででさえ、すべてのアフリカ系アメリカ人のおよそ90%は、まだ以前の奴隷を保持していた州にいた。
移動に参加したほとんどのアフリカ系アメリカ人は、ニューヨーク(ニューヨーク州)、フィラデルフィア(ペンシルベニア州)、ボルチモア(メリーランド州)、ミネアポリス(ミネソタ州)、デトロイト(ミシガン州)、シカゴ(イリノイ州)、ミルウォーキー(ウィスコンシン州)、セントルイス(ミズーリ州)、オークランドとロサンゼルス(カリフォルニア州)などの工業都市に移動した。人々は、可能な限り最も安い鉄道の切符を取る傾向があった。これは、例えば、ミシシッピ州出身の人がシカゴに移動したり、テキサス州出身の人がロサンゼルスに移動するという結果をもたらした。
アフリカ系アメリカ人は個人か、または小さなグループで移動した。ほとんどの場合は、政府の補助が全くなかった。

## 移動の要因
彼らの移動する理由は、さまざまな要因があった。
- 南部の人種差別的な環境にあった。北部には、アフリカ系アメリカ人の子供にとって、より良い学校があった。
- 多くのアフリカ系アメリカ人が、南部のジム・クロウ法による人種差別を避けたいと考え、より少ない人種隔離になると思われた北部の想定された「約束の地」で難を避けた。
- 1910年代後半、ワタミゾウムシ(w:Boll weevil)が南部の綿花畑に蔓延し、多くの小作人はほかの場所での雇用機会を捜し求めざるを得なかった。
- 軍需産業の莫大な成長は、広く黒人に新しい仕事を創出した。これは、工場での仕事ではなく、新しい工場労働者のためのサービス業における仕事であった。
- 第一次世界大戦は、事実上、北東部と中西部に現れていた工業中心地への、ヨーロッパ人の移民の流れを停止させ、工場労働者の不足を引き起こした。
- 戦後の反移民法(w:Nativism (politics))も同様に人員不足をもたらした。
- 1927年のミシシッピ大洪水とその余波は、何十万人ものアフリカ系アメリカ人の農夫を退去させた。
- 1940年以降、米国が第二次世界大戦のために再軍備したとき、北東部、中西部、および西部での工業生産は急速に成長した。
- 戦後の好況は、北部の都市の黒人労働者に機会の追加を提供した。

## 黒人人口の増加

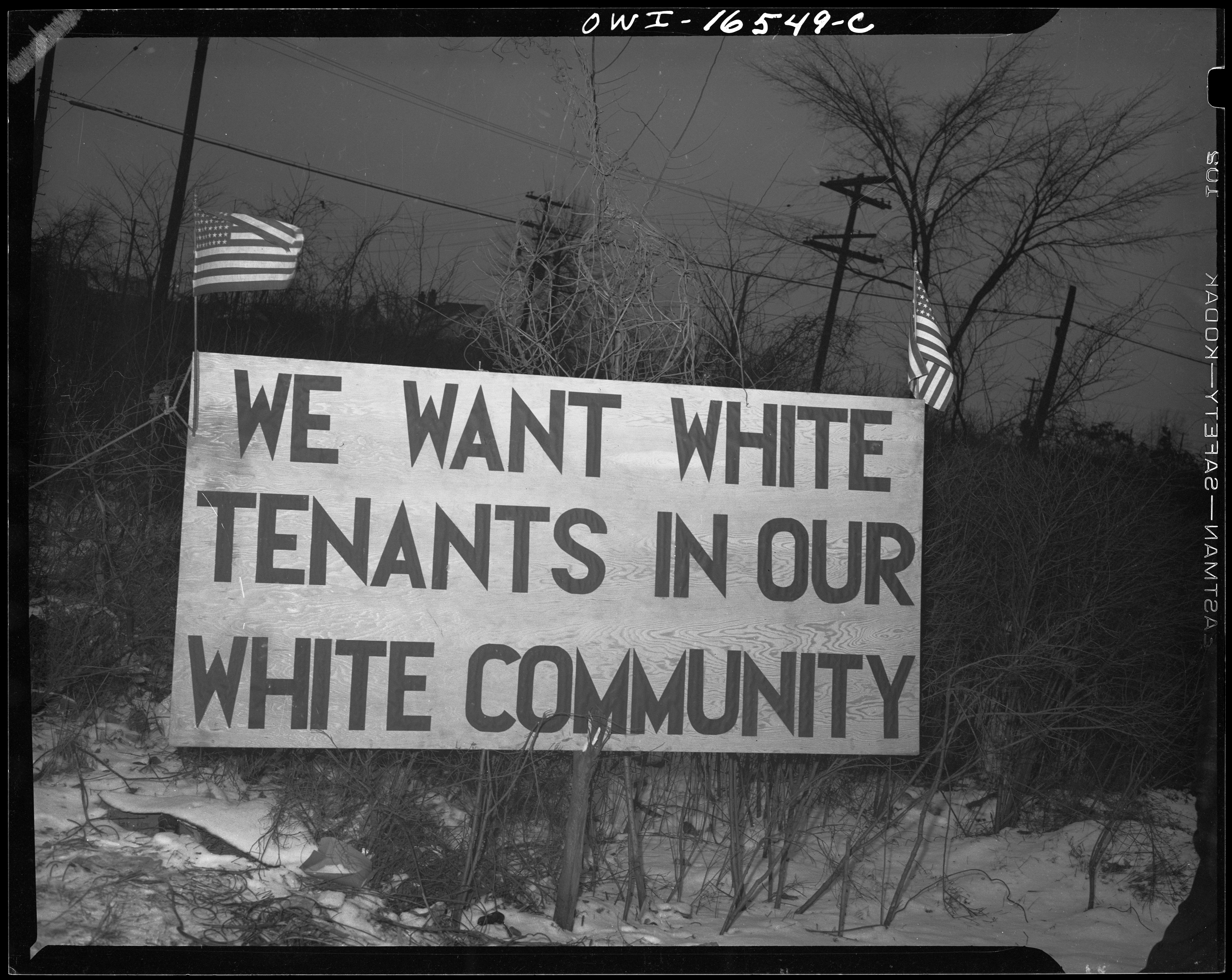
増加する黒人移住者に対し、ここは白人の街であると主張する横断幕（デトロイト、1942年）

北部では、1910年と1930年の間、黒人の人口がおよそ20パーセント上昇した。シカゴ、デトロイト、ニューヨーク、クリーブランドなどの都市は、最も大きく増加した。例えば、1910年、デトロイトのアフリカ系アメリカ人の人口は6,000人だけだったが、アメリカ合衆国の大恐慌(w:Great Depression in the United States)が始まった1929年には12万人にまで増えた。他の大都市も、アフリカ系アメリカ人の人口の増加を経験した。
都市部に黒人が集中して住むようになったことで、一部の白人は、第二次世界大戦後に始まった郊外の開発が終わった後の米国の都心の地域で、抵当区別(w:Mortgage discrimination)とレッドライニング(融資差別)を使用した。しかしそれは逆に、教育を受けたアフリカ系アメリカ人が、退屈しない良い仕事を得ることができた。多くのアフリカ系アメリカ人が、順番に中産階級の下側(ロウワー・ミドルクラス)に上がることができた。全体的に見ると、大移動はアフリカ系アメリカ人全体を助けたと言える。